# 南姆本杜族
南姆本杜族（南姆本杜語：Ovimbundu）由班圖人組成，主要居住在安哥拉沿海地帶及中部的比耶高原，佔安哥拉近百分之四十的人口比例，是該國主要組成民族。使用的語言為南姆本杜語及葡萄牙語。奧文本杜族的主要信仰為基督教（Igreja Evangélica Congregacional em Angola），仍有人維持傳統非洲泛靈信仰。

## 民族分佈、人口、語言

### 民族分佈
南姆本杜族居住在安哥拉的本吉拉高原，以及高原西部的沿海地區。

### 人口
南姆本杜族是安哥拉人口最多的民族。18世紀時，當地南姆本杜族人口約為100萬至130萬人。1940年，安哥拉的人口調查結果顯示南姆本杜人有1,331,087人。直到1995年，安哥拉有400萬人使用南姆本杜語，約占總人口數的百分之三十八。

### 語言
南姆本杜語是尼日-剛果語系南類班圖語支中分佈最北邊的。南姆本杜語被廣泛使用，不僅南姆本杜族，其他分佈在高原、沿海地帶、本格拉鐵路沿線的民族亦使用南姆本杜語。

## 居住環境
南姆本杜族居住在本吉拉高原，高度2000公尺的林地高原從海岸綿延100公里。當地氣候為常年春季，十一月的月均溫為攝氏12度，八月則為攝氏25度。雨季從每年九月至隔年四月，平均降雨量為1400毫米。

## 歷史沿革

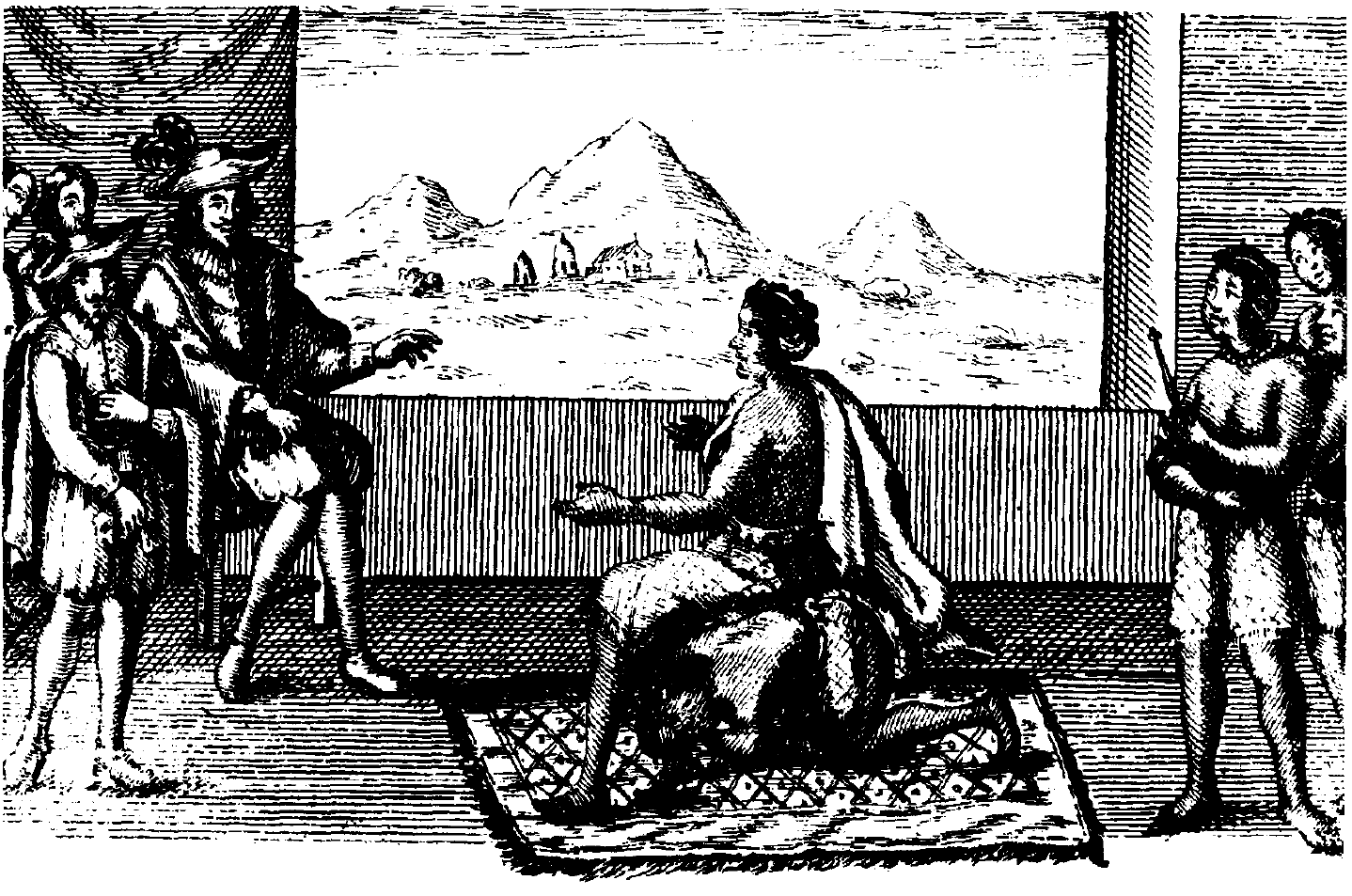
葡萄牙殖民者

南姆本杜族的皇室家系源自於北方及東北方。葡萄牙統治時期的文獻記載，來自班圖中部部落 Jagas 在1568年入侵剛果，1572年遭到葡萄牙人驅趕後，移至安哥拉西北部。隨後與葡萄牙結盟，1617年於沿海城市本吉拉設置軍事要塞，並攻佔班圖南部周圍的其他南姆本杜族部落。
Jagas 作為新的統治者，位居非洲中部至沿岸，佔地利之便在非洲中部靠剛果河、大湖地區、喀拉哈里沙漠的大範圍區域進行貿易。主要貿易物品為象牙、蜜蠟、橡膠以及奴隸。酋長是人口販賣的主要供應者，1740至1830年間約在大西洋地區販賣了40萬的奴隸。
1838年廢止人口販賣後，奴隸販賣的趨勢逐年降低，而日用品的貿易量隨著橡膠的興盛（1874-1911）逐漸升高。此後南姆本杜族受到影響，進入非主導的貿易階段。1880年代末，約有5萬南姆本杜人居在在部落。剛興起的富有貿易商購買名稱頭銜，挑戰傳統部落統治者的權威，兩方為爭奪統治權而戰，並為此向葡萄牙宣誓效忠。葡萄牙藉此在1890年入侵比耶，1896年入侵Mbailundu，並在Mbailunda戰爭（1902-1904）期間擊倒最後的武裝反抗勢力。

## 社會、家庭與婚姻

### 社會

#### 社會組織
傳統社會中，男性在會所（onjongo）中受教育，學習部落歷史、價值觀、常識、禮節。會所（onjongo）是沒有牆壁的建築物，為八歲以上的部落男性之聚集地。男性會分享食物、交談、社交、裁決事務。女性則聚集的廚房，唱誦民間故事及謎語。男性及女性都需經歷入會傳統儀式。基督教時期，天主教及新教傳教士開始興建學校，英國、加拿大、美國移民控制了26個重要地區及215個地方學校，最著名的為佔地9000英畝的 Dondi，包含神學院、女子寄宿學校、男子中等學校。

### 家庭

#### 家庭單位
家庭由一位男性、其妻子、小孩、親戚、沒有親屬關係之侍從所組成。家庭為生產與消費的單位。在一夫多妻的家庭中，每任妻子均擁有自己的房屋、穀倉、家禽、田地。相較其他兄弟姐妹，長子或長女擁有最大的權力。

#### 繼承
可動產為母系繼承，從母親的兄弟傳至姐妹的兒子。土地則為父系繼承。

### 婚姻
婚姻為同族通婚，常見的是表親間通婚。一個男性會與母親的親人通婚，亦會與父親的親人通婚。通婚時，由男方給予聘金。婚後多居住在男方的居住地。常見一夫多妻制，第一任妻子為正妻。

## 產業與生活

### 產業

#### 主要產業
雖然水源充足，高原土地的養分卻相對貧乏，田地在使用三至六年後通常需要休耕。主要作物為玉蜀黍及豆類。其它作物還有高粱、小麥、木薯根莖植物、花生、馬鈴薯等。另外還有木瓜、香蕉、枇杷、橘子、檸檬、桃子、蘋果等水果作物。經濟作物則有菸草、咖啡、麻等。女性為主要耕種者，耕地主要在庭院、河邊低窪地、河堤、林中空地等。除了種植作物，也會蓄養牛、羊、豬、禽等，其中養牛為投資行為。乾季時期，亦會捕獵、漁獵，以取得食物。

#### 商業活動
城鎮中有以物易物或現金交易的貿易行為。在殖民時期前，統治者家族長期治理，維持公開貿易的方式，該時期稱為「fieras」。

#### 工業藝術
鐵匠鑄造鋤刀、斧頭、錛子、鋸子、銅鐲、刀子，以及木製工具，例如鑿子、錐子等。木雕師製作木雕像、樂器、家庭用具、器皿、管子。陶器多用於廚房、儲水、釀酒。草蓆多以蘆葦、草類製作而成。不同的編織圖案及染料的靈感多取材自大自然，而籃子主要以纏繞、盤繞成圈的方式製作而成。

#### 貿易
南姆本杜人為中非的主要貿易者，大型商隊在整個地區運作。交易物大多為奴隸、象牙、已馴化之動物、斧、鋤頭、槍、鹽、毛皮、玉蜀黍等。其中，主要交易物從奴隸變為橡膠，近期則是玉蜀黍。咖啡也是近期的主要貿易物品之一，而煤、腳踏車、衣物、裁縫機、留聲機等物品均可以在市場見到。

#### 產業分工
殖民時期前，產業分工多以性別與社會狀況為主要依據。男性清理耕地，而女性與奴隸主要負責種植與收成，為產業的生命中樞。此外，女性亦負責搜尋糧食、製作籮筐、染布、釀酒、撿拾木材、汲水等。而男性則負責捕獵、鑄造鐵器、製作木器、皮器、草蓆、編織等。另外，長途貿易也由男性負責。
到了殖民時期，接近五分之四的男性成為咖啡、漁業、糖、麻、棕櫚油交易的移工。

### 生活

#### 居住地

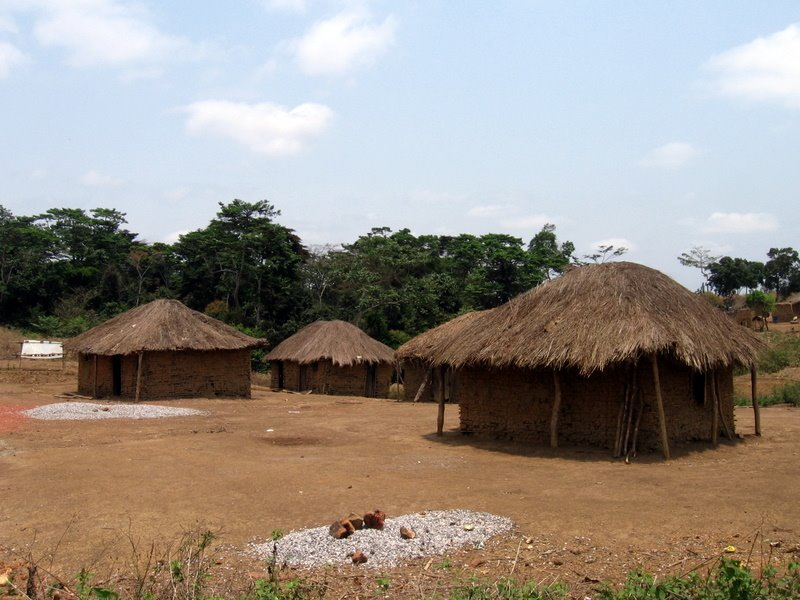
屋頂以茅草搭蓋的環形建築

建築物多為環形或矩形，牆壁多為籬笆或漆牆，屋頂則為茅草。每戶人家均有庭園、穀倉、禽舍，以及飼養山羊、綿羊、豬等的圈地。村莊多位在平原或山坡上，以部落重要據點及長老會社（onjango）為中心，向四周散佈。當土地資源已被耗盡，族人將會移居至新的地點。而山坡上的村莊則是以防禦為目的建造的，大多呈直線緊密狀。

## 信仰與習俗

### 信仰
卜卦師負責鑑定鬼魂並主持將鬼魂過渡為祖先的儀式（ahamba）。殖民時期前，君主的祖先為國家的神，至高無上的神稱為 Suku。君主則是最高祭司、雨水與火的根源、富饒的保證。殖民時期，五位新教徒及六位羅馬天主教傳教士帶來了新的宗教信仰。直到1960年，他們讓365000人民改變宗教信仰，大大改變了南姆本杜族的社會，例如前任君主對奴隸及精英份子的影響力。天主教政府資助傳教士，他們在1960年前改變了1000000奧文本杜人的信仰，包含巫術與卜卦。

### 信仰與巫師
Ocimbandas 是預言者，同時也是醫藥家，他們負責診斷病因、解夢、給予建議、分發藥劑與護身符，甚至祈雨。卜卦師通常攜帶籃子，裡面的物品代表著毒藥、虛無、病痛、厄運、死亡、嘲笑、偷竊等。巫師或女巫被稱為 olonganga，父系與母系的領導者在天主教場合中扮演祭司的角色。1956年，尚有32位奧文本杜族祭司及65位神職人員。

## 藝術與文學

### 藝術
舞蹈是南姆本杜族的社會、法律、娛樂重心，各村莊的中心地區都是跳舞的場所。奧文本杜族有豐富的民間故事及民謠傳統，樂器有各種尺寸與形狀的鼓、笛、鐵鑰匙狀的樂器ocisanji、sansas。木製雕像則為占卜師的器具、鐵匠的模型，以及首領的權杖、道路的標誌等。